# Łęki Szlacheckie (gemeente)
De gemeente Łęki Szlacheckie is een landgemeente in het Poolse woiwodschap Łódź, in powiat Piotrkowski.
De zetel van de gemeente is in Łęki Szlacheckie.
Op 30 juni 2004 telde de gemeente 3707 inwoners.

## Oppervlakte gegevens
In 2002 bedroeg de totale oppervlakte van gemeente Łęki Szlacheckie 108,41 km², waarvan:
- agrarisch gebied: 67%
- bossen: 27%

De gemeente beslaat 7,59% van de totale oppervlakte van de powiat.

## Demografie
Stand op 30 juni 2004:
| Omschrijving                   | Totaal | Totaal | Vrouwen | Vrouwen | Mannen | Mannen |
| ------------------------------ | ------ | ------ | ------- | ------- | ------ | ------ |
| eenheid                        | aantal | %      | aantal  | %       | aantal | %      |
| inwoners                       | 3707   | 100    | 1868    | 50,4    | 1839   | 49,6   |
| bevolkingsdichtheid (inw./km²) | 34,2   | 34,2   | 17,2    | 17,2    | 17     | 17     |

In 2002 bedroeg het gemiddelde inkomen per inwoner 1299,57 zł.

## Administratieve plaatsen (sołectwo)
Adamów, Bęczkowice, Cieśle, Dobrenice, Dobreniczki, Dorszyn, Felicja, Górale, Huta, Lesiopole, Łęki Szlacheckie, Ogrodzona, Piwaki, Podstole, Teklin, Tomawa, Trzepnica (sołectwa: Trzepnica I en Trzepnica II), Żerechowa.

## Overige plaatsen
Antonielów, Dąbrowa, Ignaców Szlachecki, Janów, Kolonia Tomawa, Kolonia Trzepnica, Kolonia Żerechowa, Kuźnica Żerechowska, Niwy, Olszyny, Reducz, Stanisławów, Wykno.

## Aangrenzende gemeenten
Gorzkowice, Masłowice, Ręczno, Rozprza